# Neunkirchen (Baden-Württemberg)
Neunkirchen település Németországban, azon belül Baden-Württembergben. Lakosainak száma 1868 fő (2023. december 31.).

## Népesség
A település népessége az elmúlt években az alábbi módon változott:
| Lakosok száma | 1391 | 1486 | 1479 | 1443 | 1509 | 1647 | 1740 | 1796 | 1836 | 1868 |
|               | 1961 | 1967 | 1974 | 1980 | 1986 | 1993 | 1999 | 2005 | 2012 | 2023 |